# ユニオン郡 (ペンシルベニア州)
ユニオン郡（英: Union County）は、アメリカ合衆国ペンシルベニア州の中央部に位置する郡である。2010年国勢調査での人口は44,947人であり、2000年の41,624人から8.0%増加した。郡庁所在地はルイスバーグ・ボロ（人口5,792人）であり、同郡で人口最大の町でもある。ユニオン郡は1813年3月22日にノーサンバーランド郡から分離して設立された。郡名はアメリカ合衆国の統合を願ったものである。

## 地理
アメリカ合衆国国勢調査局に拠れば、郡域全面積は317平方マイル (821 km2)であり、このうち陸地317平方マイル (820 km2)、水域は0平方マイル (1 km2)で水域率は0.12%である。

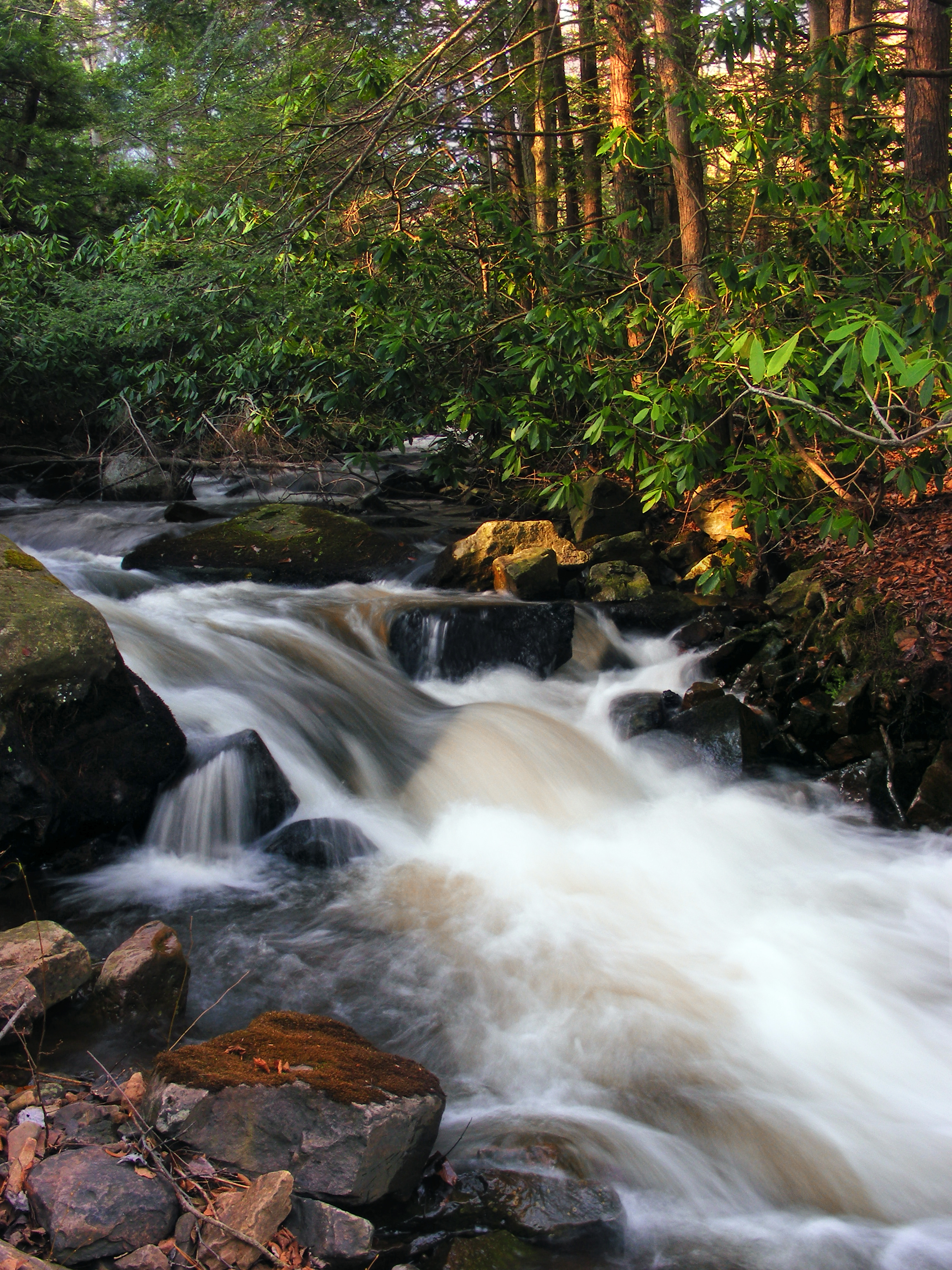
ボールドイーグル州有林ラピッドランの小さな滝

### 隣接する郡
- ライカミング郡 - 北
- ノーサンバーランド郡 - 東
- スナイダー郡 - 南
- ミフリン郡 - 南西
- センター郡 - 西

## 人口動態
以下は2000年国勢調査による人口統計データである。
| 基礎データ - 人口: 41,624人 - 世帯数: 13,178 世帯 - 家族数: 9,211 家族 - 人口密度: 51人/km2（131人/mi2） - 住居数: 14,684 軒 - 住居密度: 18軒/km2（46軒/mi2） 人種別人口構成 - 白人: 90.08% - アフリカン・アメリカン: 6.91% - ネイティブ・アメリカン: 0.16% - アジア人: 1.06% - 太平洋諸島系: 0.04% - その他の人種: 0.37% - 混血: 1.37% - ヒスパニック・ラテン系: 3.90% 先祖による構成 - ドイツ系：41.2% - アメリカ人：13.9% - アイルランド系：6.5% - イギリス系：5.9% - イタリア系：5.3% 言語による構成 - 英語：90.4% - スペイン語：3.7% - ペンシルベニアドイツ語: 2.0% - ドイツ語: 1.2% | 年齢別人口構成 - 18歳未満: 20.1% - 18-24歳: 13.9% - 25-44歳: 30.9% - 45-64歳: 21.7% - 65歳以上: 13.4% - 年齢の中央値: 36歳 - 性比（女性100人あたり男性の人口） - 総人口: 123.9 - 18歳以上: 128.5 世帯と家族（対世帯数） - 18歳未満の子供がいる: 31.1% - 結婚・同居している夫婦: 59.9% - 未婚・離婚・死別女性が世帯主: 6.9% - 非家族世帯: 30.1% - 単身世帯: 25.3% - 65歳以上の老人1人暮らし: 11.8% - 平均構成人数 - 世帯: 2.50人 - 家族: 3.00人 |

## 都市と町

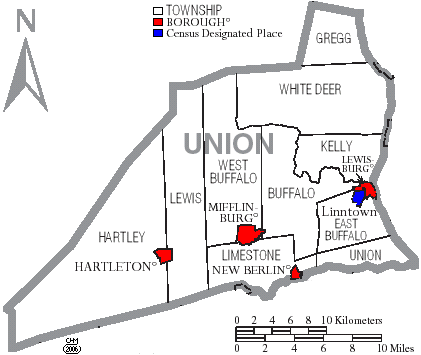
ユニオン郡の自治体、ボロは赤、タウンシップは白、国勢調査指定地域は青

ペンシルベニア州法の下では4種類の自治体がある。市、ボロ、タウンシップ、町である。

### ボロ
| - ハートルトン - ルイスバーグ - 郡庁所在地 | - ミフリンバーグ - ニューバーリン |

### タウンシップ
| - バッファロー - イーストバッファロー - グレッグ - ハートリー - ケリー | - ルイス - ライムストーン - ユニオン、未編入のウィンフィールド村を含む - ウェストバッファロー - ホワイトディア |

### 国勢調査指定地域
国勢調査指定地域はアメリカ合衆国国勢調査局が人口統計データを取るために設定した地域である。州法の下では実際の司法権が及ぶ範囲ではない。村などその他の未編入領域も下記に挙げる。
| - アレンウッド - ローレルトン - リンタウン - ニューコロンビア | - ビックスバーグ - ウェストミルトン - ウィンフィールド |

## 教育

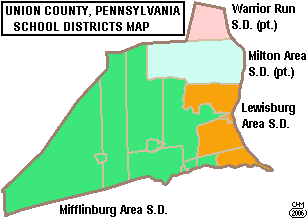
ユニオン郡教育学区の区分図

### 就学前教育
2007年6月、ペンシルベニア州教育省の子供開発初期学習局に拠れば、スナイダー郡は子供のリスクレベルが低い方から中間程度にあり、納税者の手当てする資金からより恩恵を受けられるとしていた。
学習開始就学前授業は低収入家庭の子供のために連邦政府と州が資金手当てする授業である。対象は3歳児と4歳児である。これに参加するためには、家庭の収入が連邦政府の規定する貧困線以下である必要がある。
- 早期学習開始家族センター[6]

### 公共教育学区
- ルイスバーグ地域教育学区
  - ルイスバーグ地域高校
- ミフリンバーグ地域教育学区
- ミルトン地域教育学区（一部はノーサンバーランド郡内）
- ウォリアラン教育学区（一部はモンター郡とノーサンバーランド郡内）

### 高等教育機関
- バックネル大学、ルイスバーグ

## 公園とレクリエーション
郡内には3つの州立公園がある
- R・B・ウィンター州立公園
- サンドブリッジ州立公園
- シケラミー州立公園の展望台がユニオン郡内にある。マリーナはサスケハナ川の対岸ノーサンバーランド郡内にある

## リサイクル
リサイクルの基本計画が郡全体で実行されており、月に1回道路端での収集があり、週に数時間運営される持ち込み施設がある。アルミ、ガラス、新聞紙、プラスティック、雑誌がほとんどの施設で受け入れられる。厳格な分別と洗浄が求められている。蛍光灯など危険なゴミは回収されない。